# Devon Michaels

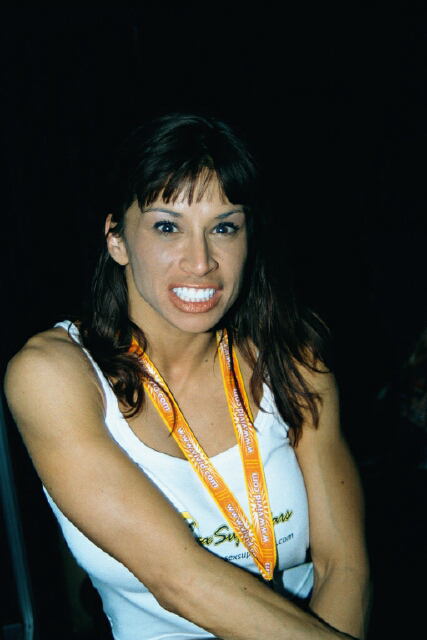
Devon Michaels, 2002

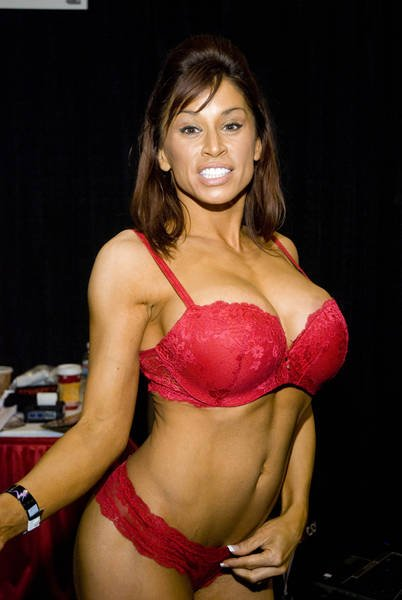
Devon Michaels, 2010

Devon Michaels (* 8. März 1970 in Chicago, Illinois) ist ein US-amerikanisches Fitness-Model und Pornodarstellerin.

## Leben
Devon Michaels zählt zur ethnischen Gruppe der Hispanics oder Latinos und wuchs mit ihren beiden Brüdern in der Nähe von Peoria, Illinois, auf. Sie besuchte die Bradley University in Peoria, Illinois, bevor sie nach New York City zog. Dort arbeitete sie als exotische Tänzerin. Sie arbeitete als Tänzerin in Clubs überall in den USA. Michaels baute sich zudem eine erfolgreiche Karriere als Akt- und Fitness-Model auf, bevor sie die Entscheidung traf in der Hardcorebranche zu arbeiten. Ihr erster Magazin-Cover-Shoot war im Jahr 1990 für Chéri. Sie ist in einer Reihe von Fitness-Magazinen zu sehen, unter anderem in „Ironman“.
Ihren ersten Hardcorefilm „Amateur Dreams“ drehte sie im Jahr 1995. Sie erhielt daraufhin weitere Angebote, die sie aber ablehnte. Im Jahr 2002 drehte sie einen zweiten Film „Making It“ für Wicked Pictures. Seitdem hat sie in mehr als 75 Filmen für unterschiedliche Studios wie Wicked Pictures, Jill Kelly Productions, Vivid Entertainment Group, Sin City Entertainment, Digital Playground und California Wildcats gedreht. Sie arbeitete bereits mit Regisseuren wie Stormy Daniels, Jonathan Morgan, Michael Ninn, Lexington Steele und Brad Armstrong zusammen. Michaels ist auch in Szenen der Websites Brazzers und Naughty America zu sehen, wo sie die Rolle einer MILF verkörpert.
Im Dezember 2007 wurde bekannt, dass Michaels einen Vertrag bei dem Adult-TV-Sender Vavoom TV unterschrieben hat, um dort eine halbstündige Workout-Show mit dem Titel „Get Pumped with Devon“ zu moderieren.
Michaels ist Miteigentümerin von „Elliott’s“, einem Gentlemen’s Club in Peoria, Illinois, der 2004 eröffnete. Michaels war verheiratet und ist geschieden.

## Auszeichnungen
- 1995–96 World’s Hottest Body
- 1995–96 North America’s Most Beautiful Body
- 1995–96 Ms. Nude North America
- 1996–97 Ms. Nude Brunette World
- 1996–97 Galaxy’s Most Beautiful Body
- 1997–98 Adult Entertainment’s Hottest Body
- 1997–98 Adult Entertainer Of The Year
- 1998 Nominee - Overall Entertainer Of The Year
- 1999 Nominee - Covergirl And Centerfold Of The Year
- 1999 Fitness Centerfold Of The Year
- 1999–2000 Exotic Dance Industry’s Covergirl And Centerfold Model Of The Year
- 2001 Golden G-String Award
- 2002 G-String Universe Award

## Filmografie (Auswahl)
- 1993: Beauty School
- 2001–2004: Duelling DD's 1–6
- 2001: The Fairest of Them All
- 2003: Suspicious Minds
- 2003: Stiletto
- 2003: Cargo
- 2004: Another Woman’s Eyes
- 2004: Bang 'Em Hard!
- 2004: Jack’s Playground, Folge 9
- 2005: Camp Cuddly Pines Powertool Massacre
- 2006: Bump And Grind
- 2006: Manhunters
- 2006: Diary Of A MILF 3